# Elysius felderi
Elysius felderi là một loài bướm đêm thuộc phân họ Arctiinae, họ Erebidae.